# Archives départementales des Hautes-Alpes
 (avril 2022).
Les archives départementales des Hautes-Alpes sont un service du conseil départemental des Hautes-Alpes (Provence-Alpes-Côte d'Azur, France), chargé de collecter, classer, conserver et communiquer les archives publiques et privées ayant un intérêt pour l'histoire du département et de ses habitants.

## Histoire

### Les directeurs
- Janvier 1852 à mai 1863 : Charles Charronnet, premier archiviste chartiste des Hautes-Alpes
- Juin 1863 à juin 1868 : Léon Bing
- Juin 1868 à mars 1872 : Paul Cheron
- Mai 1872 à août 1874 : André Laudy
- Avril 1875 à mars 1879 : Robert Long
- Avril 1879 à juillet 1913 : Abbé Paul Guillaume
- Janvier 1914 à janvier 1921 : Benjamin Faucher [1]
- Janvier 1921 à juillet 1934 : Georges de Manteyer
- Avril à décembre 1943 : André Villard [2]
- 1946-1965 : Paul Aimès
- 1966-1968 : Mireille Massot
- 1969-1997 : Pierre-Yves Playoust
- 1997-2000 : Alain Paul
- 2001-2005 : Patricia Guyard
- 2005-2008 : Anastasia Iline [3]
- 2009-2017 : Gaël Chenard
- 2017-2021 : Jean-Bernard Moné
- Depuis 2022 : Pierre Fabry

## Fonds

### Archives numérisées
Les documents d'état civil des plus de 120 ans, et le cadastre ont été numérisés et sont accessibles en ligne.

## Pour approfondir